# 王建泰
王建泰（1586年8月3日—17世紀），字聖咨，山東濟南府武定州陽信縣人，軍籍，明朝政治人物。

## 生平
王建泰早年出身國子生，以《詩經》中萬曆三十一年（1603年）舉人第二十六名，三十八年（1610年）會試中式第八十一名，成三甲進士，授四川重慶府推官，多次平反案件，升任戶部，因觸犯禁忌回鄉，再補任刑部，上《發憤直陳機宜》疏指出遼東時局和魏忠賢黨羽把持朝政。
之後他外任河間府知府，魏忠賢敗亡時負責籍沒財產，沒有遺漏也沒有株連；很快以河工題錄晉任河南按察司副使，遼東寧前兵備道，整理邊務後就以母親逝世回鄉，不再出仕。崇禎年間陽信縣學宮倒塌多時，他毅然捐出俸祿建大成殿，巍然一新；有《岵瞻草》行世。

## 家族
曾祖王著，祖父省祭王枚，父親儒官王一杏，母親李氏。
次子王岑是增廣生，著有《韻譜》四冊藏於家。